# Patrick Hetzel

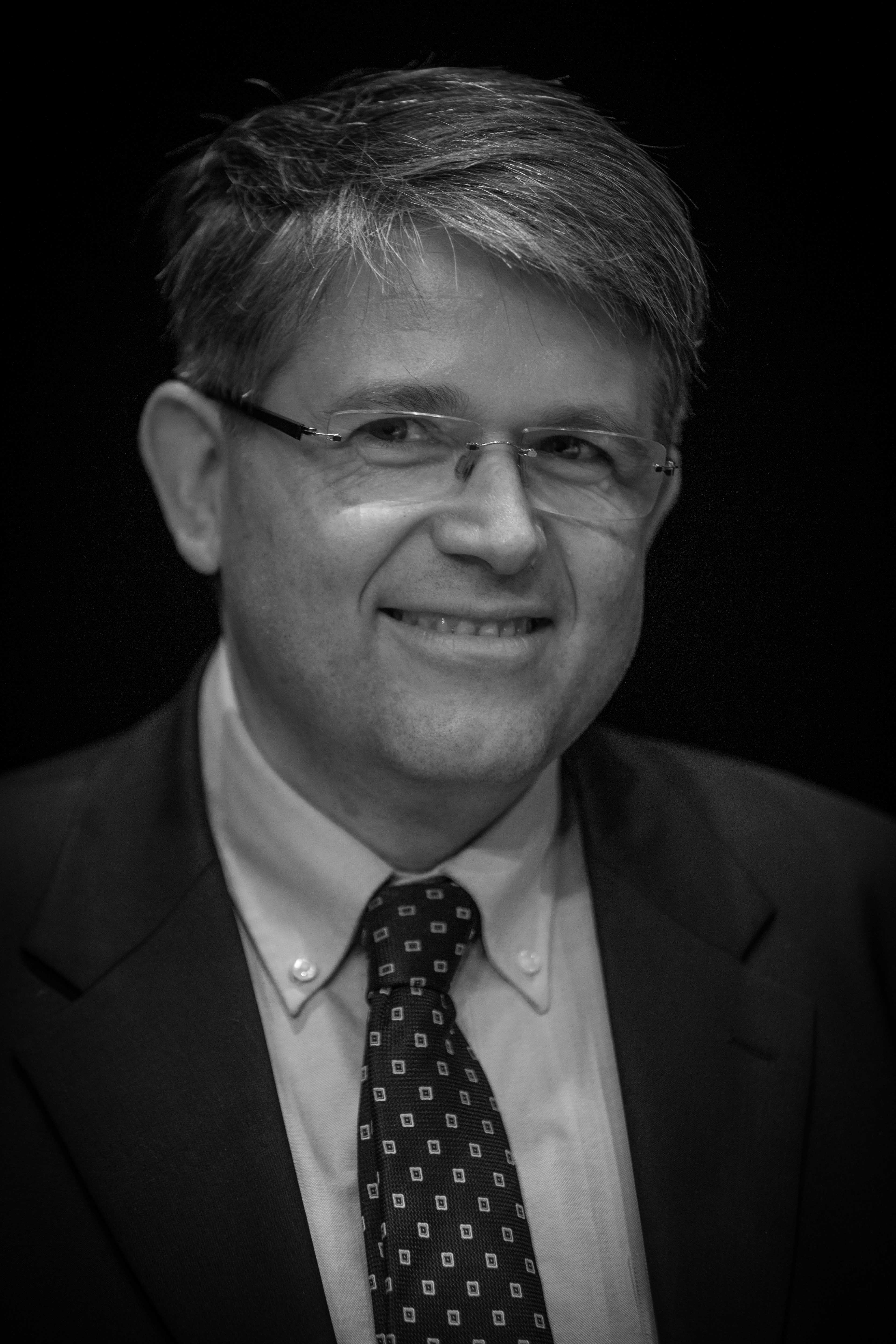
Patrick Hetzel (2014)

Patrick Hetzel (* 2. Juli 1964 in Phalsbourg, Département Moselle) ist ein französischer Hochschullehrer für Betriebswirtschaftslehre und Politiker der Partei Les Républicains (LR). Seit 2012 ist er Abgeordneter der Nationalversammlung. Vom 21. September bis zum 23. Dezember 2024 war er französischer Minister für Hochschulbildung und Forschung.

## Leben

### Herkunft, Jugend, Ausbildung
Patrick Hetzel wurde am 2. Juli 1964 in Phalsbourg (Pfalzburg) geboren als Sohn des Hoteliers Rodolphe Hetzel und dessen Frau Irène Mertz. Seine Eltern lebten im elsässischen Sarre-Union, wo er seine Kindheit verbrachte. Die Sekundarschule absolvierte er im Collège-Lycée Saint-Antoine in Phalsbourg und machte 1982 sein Baccalauréat. Anschließend studierte er am Institut d’Études Commerciales Supérieures (IECS) der Universität Robert Schuman in Straßburg und schloss 1986 ab. Sein Diplôme d’études approfondies (DEA) machte er in Managementlehre (Sciences de gestion) an der Université Jean Moulin Lyon III. Dort erwarb er auch einen Doktorgrad in Managementlehre. Ebenfalls verfügt er über eine Agrégation für die Hochschullehre im Bereich Managementlehre. Während seines Studiums von 1983 bis 1989 arbeitete er regelmäßig in Unternehmen in Frankreich, Deutschland und dem Vereinigten Königreich.

### Hochschulkarriere
Am Institut für Betriebswirtschaftslehre (Institut de l’administration des entreprises) der Universität Lyon III war er von 1989 bis 1992 als wissenschaftliche Hilfskraft (Moniteur-allocataire) und von 1992 bis 1994 als Lehr- und Forschungsbeauftragter auf Zeit beschäftigt.
1997 bis 1999 war er Leiter der Abteilung Marketing der zur Universität Straßburg gehörigen École de Management de Strasbourg.
Von 1999 bis 2005 war er Professor an der Universität Panthéon-Assas in Paris, an der er während dieser Periode auch das Laboratoire de recherche en gestion de Panthéon-Assas (LARGEPA) leitete. Von 1999 bis 2002 war er Gastprofessor in Warwick und Exeter, 2002–2003 in Innsbruck. Von 2001 bis 2004 war er auch für das Institut des hautes études de défense nationale tätig.

### Politischer Werdegang
2005 wurde er zum Leiter der Académie (d. h. Regionaldirektion) Limoges der staatlichen Bildungsbehörde Éducation nationale ernannt. 2006 wurde ihm der Vorsitz einer von der Regierung gebildeten Kommission zum Verhältnis der Universitäten zum Arbeitsmarkt (Commission Hetzel) erteilt, deren Abschlussbericht er Ende Oktober 2006 Premierminister Dominique de Villepin überreichte.
Im Mai 2007 verließ er die Académie Limoges und nahm eine Stelle im Büro von Premierminister François Fillon als Beratur für Bildung, Hochschulwesen und Forschung an, die er bis August 2008 innehatte. Anschließend war er bis 2012 Leiter der Generaldirektion für Hochschulwesen und Berufseingliederung im Ministerium für Hochschulwesen und Forschung.
Für die LR-Vorgängerpartei UMP kandidierte er bei den Wahlen zur Nationalversammlung 2012 im 7. Wahlkreis des Départements Bas-Rhin und gewann das Mandat im zweiten Wahlgang mit 57,2 % der Stimmen. Bei den Parlamentswahlen 2017 und 2022 wurde er wiedergewählt, ebenso bei den vorgezogenen Neuwahlen 2024.
2013 wurde er nationaler Sekretär der UMP für Bildung sowie Mitglied des UMP-Fraktionsvorstands in der Nationalversammlung.
Im am 21. September 2024 gebildeten, kurzlebigen Kabinett von Premierminister Michel Barnier wurde Patrick Hetzel Minister für Hochschulwesen und Forschung. Dem nach dem Sturz von Barniers Kabinett durch ein Misstrauensvotum gebildeten Kabinett Bayrou gehörte er bereits nicht mehr an. Sein Nachfolger als Forschungs- und Hochschulminister wurde Philippe Baptiste, allerdings anders als zuvor Hetzel nur noch als beigeordneter Minister.

### Privatleben
1990 heiratete er in der lutherischen Kirche von Saverne (Zabern) Fabienne Männlein, eine leitende Angestellte im Personalmanagement. Sie haben zwei Kinder. Patrick Hetzel gilt als dem Elsass sowie der Bewahrung des Elsässerdeutschen verbunden und ist Mitglied der Association générale  des Alsaciens-Lorrains de Paris (AGAL).

## Politische Positionen, Kritik, Kontroversen
Hetzel gilt als Vertreter des rechtskonservativen Flügels der Républicains. Er nahm 2012 an Demonstrationen gegen die von der Regierung unter Staatspräsident François Hollande und von Justizministerin Christiane Taubira getragene Einführung der gleichgeschlechtlichen Ehe teil. 2024 stimmte er als Abgeordneter gegen die Aufnahme des Rechts auf Schwangerschaftsabbruch in die französische Verfassung. Ebenso lehnt er künstliche Befruchtung und Sterbehilfe ab. In der Bildungspolitik äußerte er sich positiv zur Montessoripädagogik.
Seine Ernennung zum Hochschul- und Forschungsminister rief Kritik in Wissenschaft und Politik hervor, weil er in den vorangegangenen Jahren mehrfach öffentlich für wissenschaftlich zweifelhafte Positionen, insbesondere im Bereich der Medizin und der öffentlichen Gesundheit, Partei ergriffen hatte. So hatte Hetzel im April 2020 in der COVID-19-Pandemie in einem offenen Brief an Staatspräsident Macron die Zulassung des von dem umstrittenen Forscher Didier Raoult favorisierten Wirkstoffs Hydroxychloroquin zur Behandlung von COVID-19 gefordert, obwohl bereits die Ergebnisse klinischer Erprobungen vorlagen, die keinen Hinweis auf Wirksamkeit geliefert hatten. Kritisiert wurde nach Hetzels Ernennung zum Minister auch, dass er verschiedene Maßnahmen der Regierung zur Bekämpfung der Pandemie kritisiert hatte, so die verpflichtende Einführung eines Impfnachweises im Juli 2021, und dabei den Forschungsstand zu Wirksamkeit und Verträglichkeit der verfügbaren Impfstoffe falsch dargestellt habe. Im Herbst 2020 setzte Hetzel sich für die Schaffung einer eigenen Einrichtung zur Beurteilung „komplementärer und alternativer Medizin, darunter der Homöopathie“, ein und wendete sich gegen den (schließlich durchgesetzten) Plan der Regierung, die teilweise Erstattung der Kosten für homöopathische Medikamente durch die gesetzliche Krankenversicherung gänzlich abzuschaffen.
Anfang Oktober 2024 deckte ein Journalist des Nachrichtenmagazins L’Express auf, dass eine stellvertretende Leiterin von Hetzels Büro im Ministerium Informationen zu seinen wissenschaftlich fragwürdigen Positionen aus dem Artikel zu seiner Person in der französischsprachigen Wikipedia zeitweilig entfernt hatte.

## Schriften
- Marketing expérimental et nouveaux univers de consommation, 2002, 380 Seiten (ausgezeichnet mit dem Prix de l’Académie des Sciences commerciales).[1]
- Le marketing relationnel, Collection Que sais-je, 2004.